# Le Palais de minuit
Le Palais de minuit (titre original : El Palacio de la medianoche) est un roman de fantastique espagnol de Carlos Ruiz Zafón paru en 1994 puis publié en français en 2012 aux éditions Robert Laffont dans une traduction de François Maspero. Il constitue le deuxième tome du cycle de la brume.

## Résumé
En 1916, Thomas Carter, directeur d'un orphelinat de la ville de Calcutta, accueille un bébé accompagné d'une lettre, écrite par Aryami Bosé, une de ses connaissances, lui expliquant qu'elle ne peut s'occuper de cet enfant et qu'elle le lui confie en toute confiance. En l'honneur de Benjamin Franklin, Thomas Carter le prénomme Ben.
Seize ans plus tard, Ben et ses six amis, créateurs et uniques membres de la Chowbar Society, une association destinée à l'entraide de ses sociétaires et se réunissant dans un vieux bâtiment qu'ils appellent le « palais de minuit », assistent au retour d'Aryami Bosé et de sa petite fille Sheere âgée de seize ans. Elle vient prévenir Thomas Carter que Ben est le frère de Sheere et que l'assassin qui a tué leur mère il y a seize ans est à la recherche des deux adolescents pour les tuer. Sans écouter les préconisations de leur grand-mère qui prône l'exil, Ben et Sheere, en compagnie des six autres membres de la Chowbar Society, décident d'affronter ensemble la menace.

## Éditions
- El Palacio de la medianoche, 18 novembre 1994, Edebé, 336 p.  (ISBN 978-84-236-3739-3)
- Le Palais de minuit, Robert Laffont, 13 janvier 2012, trad. François Maspero, 304 p.  (ISBN 978-2-221-12291-4)
- Le Palais de minuit, Pocket Jeunesse, 5 janvier 2012, trad. François Maspero, 284 p.  (ISBN 978-2-266-21303-5)
- Le Palais de minuit, Pocket no 14695, 6 mars 2014, trad. François Maspero, 285 p.  (ISBN 978-2-266-21255-7)
- Le Palais de minuit, Actes Sud, coll. « Babel » no 1739, 7 avril 2021, trad. François Maspero, 288 p.  (ISBN 978-2-330-14679-5)